# ベースボール・チャンピオンズリーグ
ベースボール・チャンピオンズリーグ（英語: Baseball Champions League、BCL）は、世界野球ソフトボール連盟（WBSC）公認の野球のクラブ対抗による国際大会である。
BCLは、プロかつ世界規模の野球クラブ対抗戦としては世界初の大会であるとしている。2023年の第1回大会では、アメリカ州地域の4リーグのみが参加するが、今後複数の地域を含めた参加リーグの拡大を行い「クラブワールドカップ」となることを構想している。2024年には6から8チーム程度に拡大し、ヨーロッパおよびアジア地域のリーグの参加が予定されていた。これらの地域から、140以上のクラブにBCL参加の可能性があるとしている。
ただし、2025年時点でアメリカ大陸以外の地域での大会の開催には至っておらず、世界チャンピオンを決定する大会とはなっていない。

## 経緯
2023年
- 7月10日 - WBSCやリーガ・メヒカーナ・デ・ベイスボル（LMB）などの合同会見により、大会の創設および第1回大会開催が発表された[1]。
- 8月23日 - WBSCやLMBなどの合同会見により、第1回アメリカ大陸大会の日程を発表[6]。
- 9月16日 - LMBのセリエ・デル・レイ（英語版）の結果により、2024年の第2回アメリカ大陸大会について、プエブラでの開催が決定した[7][8]。

## 大会方式
いずれも、2023年大会時点。

### 大会構成
各年のBCLは、アメリカ大陸（BCL Americas）、ヨーロッパ（BCL Europe）、アジア太平洋（BCL Asia Pacific）の各大陸大会およびファイナル（BCL Finals）により構成される。

### 出場権
参加リーグのうち、夏季リーグの場合は大会前年、冬季リーグの場合は前々年から前年開催のリーグにおける優勝チームが出場権を獲得する。

### ロースター
ロースターはアメリカ大陸大会のみ28名、ファイナルを含むその他の大会は24名。またカリビアンシリーズなどと同様に、他球団から選手を補強することが認められている。

### 試合方式
各試合は9イニング制で行われる。予選リーグおよび決勝の2ラウンド制。予選リーグは4チームの1回戦総当たり制であり、予選順位により決勝の出場チームを決定する。

## 参加リーグ
2025年大会時点。
- リーガ・メヒカーナ・デ・ベイスボル（LMB）
- アメリカン・アソシエーション（AA）
- セリエ・ナシオナル・デ・ベイスボル（SNB）
- キュラソー・ナショナル・チャンピオンシップ・AAリーグ（英語版）（AAL）
- ニカラグア・ジャーマン・ポマレス・リーグ（GPO）
- リーガ・デ・ベイスボル・スーペリア・ダブル・エー（英語版）（LBSDA）

### 過去の参加リーグ
- リーガ・コロンビアーナ・デ・ベイスボル・プロフェシオナル（LPB）

## 歴代大会結果

### アメリカ大陸大会
| 回 | 開催年 | 開催地         | 参加数 | 決勝                   | 決勝  | 決勝             |                  |                |
| 回 | 開催年 | 開催地         | 参加数 | 優勝                   | 結果  | 準優勝           | 3位              | 4位            |
| -- | ------ | -------------- | ------ | ---------------------- | ----- | ---------------- | ---------------- | -------------- |
| 1  | 2023年 | メリダ         | 4      | ファーゴ・ムーアヘッド | 8 - 0 | バランキージャ   | ユカタン         | グランマ       |
| 2  | 2025年 | メキシコシティ | 6      | メキシコシティ         | 6 - 1 | ラス・トゥーナス | ケーンカウンティ | サンタ・マリア |

## 統計

### アメリカ大陸大会
| リーグ                                                   | 出 | 優 | 準 | 三 | 四 |
| -------------------------------------------------------- | -- | -- | -- | -- | -- |
| アメリカン・アソシエーション                             | 2  | 1  |    | 1  |    |
| リーガ・メヒカーナ・デ・ベイスボル                       | 2  | 1  |    | 1  |    |
| セリエ・ナシオナル・デ・ベイスボル                       | 2  |    | 1  |    | 1  |
| リーガ・コロンビアーナ・デ・ベイスボル・プロフェシオナル | 1  |    | 1  |    |    |
| キュラソー・ナショナル・チャンピオンシップ・AAリーグ     | 1  |    |    |    | 1  |
| ニカラグア・ジャーマン・ポマレス・リーグ                 | 1  |    |    |    |    |
| リーガ・デ・ベイスボル・スーペリア・ダブル・エー         | 1  |    |    |    |    |

| チーム                                 | リーグ | 出 | 優 | 準 | 出場年 | 優勝年 | 準優勝年 | 試 | 勝 | 敗 | 率    |
| -------------------------------------- | ------ | -- | -- | -- | ------ | ------ | -------- | -- | -- | -- | ----- |
| メキシコシティ・レッドデビルズ         | LMB    | 1  | 1  |    | 2025   | 2025   |          | 4  | 4  | 0  | 1.000 |
| ファーゴ・ムーアヘッド・レッドホークス | AA     | 1  | 1  |    | 2023   | 2023   |          | 4  | 3  | 1  | .750  |
| レニャドレス・デ・ラス・トゥーナス     | SNB    | 1  |    | 1  | 2025   |        | 2025     | 5  | 3  | 2  | .600  |
| カイマネス・デ・バランキージャ         | LPB    | 1  |    | 1  | 2023   |        | 2023     | 4  | 2  | 2  | .500  |
| ケーンカウンティ・クーガーズ           | AA     | 1  |    |    | 2025   |        |          | 3  | 2  | 1  | .666  |
| ユカタン・ライオンズ                   | LMB    | 1  |    |    | 2023   |        |          | 3  | 1  | 2  | .333  |
| アラサネス・デ・グランマ               | SNB    | 1  |    |    | 2023   |        |          | 3  | 1  | 2  | .333  |
| ティグレス・デル・チナンデガ           | GPO    | 1  |    |    | 2025   |        |          | 3  | 1  | 2  | .333  |
| サンタ・マリア・パイレーツ             | AAL    | 1  |    |    | 2025   |        |          | 4  | 1  | 3  | .250  |
| フロリダ・タイタンズ                   | LBSDA  | 1  |    |    | 2025   |        |          | 3  | 0  | 3  | .000  |